# Habenaria pumila
Habenaria pumila es una especie de orquídea de hábito terrestre, originaria de Chile y del sur de Argentina.

## Descripción
Es  una planta que alcanza los 20-40 cm de altura, tiene tubérculos elípticos y raíces delgadas cilíndricas. Las hojas tienen 3-10 cm  de largo por  7,15 mm de ancho, son lanceoladas, agudas, envainadoras, erguidas, escalonadas a lo largo del tallo y decreciendo de tamaño. Las inflorescencias son de 7-10 cm de longitud, bastante densas, con flores pequeñas de color blanco; brácteas oval lancoladas, agudas, cubriendo el ovario. El sépalo dorsal de 7 x 4.5 mm, ovalado, cóncavo, auminado, con nervio central prominente; sépalos laterales de 7,25 x 2,5 mm, ligeramente oblicuos, oblongos, acuminados. Los pétalos bipartidos. El labelo tri partido con lóbulo central de 7 x 1 mm de ápice obtuso, lóbulos laterales filiformes de 8 x 0,25  mm, ligeramente divergentes; espolón recto o apenas ensanchado de 13 – 15 mm, péndulo. Procesos estigmáticos prominentes, rostelo ancho, triangular.

## Distribución y hábitat
Esta especie, la única del género que vive en la Patagonia tiene una distribución geográfica interesantes. Vive en el sur de Chile, se la encuentra en las dunas de la provincia de Buenos Aires y no hace mucho ha sido coleccionada en la zona montañosa de la provincia de San Juan.

## Taxonomía
Sinónimos:
- Habenaria paucifolia Lindl., Gen. Sp. Orchid. Pl.: 310 (1835).
- Habenaria germainii Phil., Linnaea 29: 46 (1858).
- Habenaria brachyceras Phil., Anales Univ. Chile 1861(1): 59 (1861), nom. illeg.

La especie no ha sido aceptada por: Govaerts, R. (2003). World Checklist of Monocotyledons Database in ACCESS: 1-71827. The Board of Trustees of the Royal Botanic Gardens, Kew. [as Habenaria paucifolia]